# Guayaquila minuta
Guayaquila minuta är en insektsart som beskrevs av Fowler. Guayaquila minuta ingår i släktet Guayaquila och familjen hornstritar. Inga underarter finns listade i Catalogue of Life.